# Jüri Järvet
Jüri Järvet (russisch Юри Ярвет, eigentlich Georgi Kusnezow (russisch Георгий Кузнецов); * 18. Juni 1919 in Tallinn; † 5. Juli 1995 ebenda) war ein sowjetischer bzw. estnischer Schauspieler.

## Leben und Leistungen
Jüri Järvet kam in Estland zur Welt und hieß ursprünglich Georgi Kusnezow, seinen estnischen Namen nahm er 1938 an.
Von 1941 an sprach Järvet bei verschiedenen estnischen Theatern vor, ehe er 1946 ins Tallinner Theaterinstitut eintrat und ab 1952 beim Estnischen Akademietheater spielte.
Sein Filmdebüt gab Järvet erst 1955 mit Счастье Андруса (Stschastje Andrusa). Die wohl bekanntesten Filmrollen in seiner Laufbahn waren die des Königs Lear im gleichnamigen Film von Grigori Kosinzew aus dem Jahr 1970, sowie die des Dr. Snaut in Solaris (Soljaris, 1972) nach Stanisław Lems Roman. Im estnischen Kultfilm Die letzte Reliquie (1969) war er außerdem als Sprecher zu hören. Järvet spielte in 56 Filmen und war noch bis zu seinem Tod aktiv.
Sein gleichnamiger Sohn, der am 11. November 1958 geboren wurde, ist ebenfalls Schauspieler.

## Ehrungen
Järvet erhielt sowohl für seine Theater- wie auch Filmarbeit mehrerer Auszeichnungen. So wurde er u. a. 1964 zum Verdienten Künstler der Estnischen SSR und fünf Jahre später zum Volkskünstler der Estnischen SSR ernannt, 1975 außerdem zum Volkskünstler der UdSSR. 1981 erhielt er den Staatspreis der UdSSR. Für die Rolle in Hullumeelsus (1968) wurde ihm beim Kinofestival der Baltischen Republiken, Belarus’ und Moldawiens in Minsk 1969 die Auszeichnung als Bester Darsteller verliehen.

## Filmografie (Auswahl)
- 1959: Ungebetene Gäste (Kutsumata külalised)
- 1961: Juhuslik kohtumine – als Drehbuchautor
- 1968: Hullumeelsus
- 1969: Die letzte Reliquie (Viimne reliikvia) – als Sprecher
- 1970: König Lear (Korol Lir)
- 1972: Solaris (Soljaris)
- 1977: Entscheidung für das Leben (Wremja schit, wremja ljubit)
- 1979: Hotel „Zum verunglückten Alpinisten“ („Hukkunud Alpinisti“ hotell)
- 1981: Märchen in der Nacht erzählt (Skaska, rasskasannaja notschju)
- 1991: Die Straße des Friedens (Rahu tänav)
- 1993: Candles in the Dark (Fernsehfilm)
- 1993: Verdunkelung in Tallinn (Tallinn pimeduses)